# 江村北海
江村 北海（えむら ほっかい、正徳3年10月8日（1713年11月25日） - 天明8年2月2日（1788年3月9日））は、江戸時代中期の儒者、漢詩人。名は綬。字は君錫、通称は伝左衛門、北海と号す。福井藩の儒者・伊藤竜洲の第二子。兄は伊藤錦里、弟は清田儋叟。

## 生涯
明石藩士であり母の兄にあたる河村家で生まれ、そこで養育された。はじめ学問には無関心だったが、北海の俳諧を見た梁田蛻巖に激励され勉学に専念。父の友人である丹後宮津藩の儒者・江村毅庵の養子となる。藩主・青山幸道は北海に吏才があることに気づき次第に重用する。宝暦8年（1758年）、美濃郡上藩に移封の際、病を理由に辞任を願ったが許されず郡上に同行する。宝暦13年（1763年）に許されて京都に帰ったが、その後も時々郡上に行き教授し、または藩の諮問に応じた。安永4年（1775年）に幸道が隠居したのを機会に致仕し、京都の室町に対梢館を建て隠居する。天明8年（1788年）2月2日死す。享年76。本圀寺に葬られる。道明寺天満宮に北海が撰した道明寺碑が現存する。

## 著書
- 『日本詩史』5巻
- 『日本詩選』15巻
- 『授業編』10巻
- 『北海詩鈔』8巻
- 『北海文鈔』3巻